# 审美教育
美育（英語：Aesthetic education），又名审美教育、美感教育，存在于不同时代的不同文化现象中。而美育作为一个学术概念被明确地提出，源起于启蒙时代末期德国哲人、诗人、历史学家弗里德里希·席勒。一般认为，第一本美育著作是席勒1793-1794年写作的《论人类的审美教育书简》。
近代以来，美育成为美学、教育学、心理学、人类学的交叉领域，在德国、美国、英国、中国、日本等国家受到重视。
区别于面向少数人的专业艺术教育，审美教育更加侧重其公共性、人文性，其途径包括但不限于美术、音乐、文学、戏剧、舞蹈、建筑环境等艺术形式。
重要的国际美育学者包括席勒、赫伯特里德、约翰·杜威、小国原芳、斯皮瓦克等。
近现代重要的汉语美育学者包括王国维、蔡元培、梁启超、鲁迅、朱光潜、丰子恺等，当代的美育学者有曾繁仁、杜卫、滕守尧、赵伶俐、陈怡倩等。